# Major Zero
El Major Zero es un personaje ficticio de la  serie de videojuegos Metal Gear. Major Zero aparece en Metal Gear Solid 3: Snake Eater, Metal Gear Solid: Portable Ops y en Metal Gear Solid 4: Guns of the Patriots como un hombre ya muy viejo en estado vegetativo.
Major Zero es el Comandante de la unidad de las fuerzas especiales “FOX”. Este Hombre Colabora en la misión apoyando a Snake via de un radio o via codec. Basándose en su experiencia en la SAS, fue él quien propuso la creación de la unidad “FOX” para participar en operaciones secretas. Después de Metal Gear Solid 3: Snake Eater, dejaría la unidad "FOX" para hacerse del bando rival. 
Es el líder y creador de Los Patriots.

## Biografía
• Operación SNAKE EATER
En 1964, Zero es el comandante en jefe de Naked Snake. Al comienzo de la Misión Virtuosa, Major Zero brevemente cambiado su código a Major Tom. Después que The Boss desertara a favor del Coronel Volgin de GRU, junto con el fracaso de la misión virtuosa, tanto Zero como Naked Snake fueron amenazados con ser "puestos en frente del pelotón de fusilamiento" si su próxima misión, la Operación Snake Eater, fuera un fracaso. El deseo de The Boss era que el mundo se reuniera una vez más, como lo había sido antes del conflicto de Los Filósofos. Después de la Operación Snake Eater, Zero y la unidad Fox fueron inspirados por el deseo de The Boss.
Metal Gear Solid: Portable Ops
En 1970, Zero fue acusado de traición porque FOX, ahora bajo el mando de Gene, se había rebelado. Su nombre fue una vez más limpiado por Naked Snake (ahora conocido como Big Boss). 
En realidad, Zero ha provocado el incidente con la ayuda de Ocelot con el fin de recuperar la mitad restante del Legado de los Filósofos, el cual Zero quiere utilizar para iniciar una nueva organización: Los Patriots. Esta nueva organización secreta quería gobernar el mundo desde detrás de las escenas, uniéndolo una vez más. Después de reclutar a Ocelot, Big Boss, Para-Medic, Sigint y EVA la organización creció, la intención era la realización del mundo ideal de The Boss. 
Sin embargo, Big Boss eventualmente tuvo diferencias ideológicas con Zero, convencido de que este había malinterpretado el deseo de The Boss. Luego Big Boss abandono a The Patriots, para fundar Outer Heaven como su propia interpretación del último deseo de The Boss.
Eventualmente, los demás miembros de los patriotas también se separaron, cuando Zero se volvió cada vez más obsesionado con el poder. Por miedo de pasar su organización a la próxima generación, Zero utiliza la enorme cantidad de dinero para crear cinco IA, que podrían continuar la organización incluso después de que el mismo hubiera muerto.      
Metal Gear Solid 4: Guns of The Patriots
Al final del juego Zero aparece como un hombre ya muy viejo de 105 años en estado vegetal junto a la silla de ruedas que lo transporta, Big Boss explica que a pesar de todo, no siente odio hacia su viejo amigo, sólo siente pena y añoranza y se pregunta si Zero hizo todo aquello porque lo odiaba o le temía.
Con total sangre fría Big Boss cierra la válvula de suministro de aire que ayuda a respirar a Zero, causándole la muerte y poniendo fin al conflicto para siempre.
- Datos: Q3280573